# 잠베지아: 신비한 나무섬의 비밀
잠베지아: 신비한 나무섬의 비밀(Zambezia)은 2012년 개봉한 남아프리카 공화국의 애니메이션 영화이다.

## 줄거리
호기심 많고 혈기왕성한 어린 매 카이는 엄격한 아버지 텐다이와 함께 외딴 카탕구 초원에서 단조롭고 외롭게 지낸다. 카탕구 경계 밖으로 나가는 것을 금지당한 카이는 고고라는 황새와 그녀의 조종사 티니, 그리고 갓 부화한 오리 새끼들이 둥지에 불시착하면서 세상에 더 많은 것이 있을 거라는 확신을 갖게 된다. 고고 일행을 통해 카이는 재능 있는 비행가에게는 신나는 기회가 가득한, '잠베지아'라는 활기찬 새들의 도시가 있다는 것을 알게 된다. 아버지와 다투고 우연히 마주친 황새 무리에 텐다이가 사고로 황새 한 마리를 죽게 만들자 카이는 아버지의 거짓말에 실망하고 분노하여 카탕구를 떠나 잠베지아로 향한다. 한편 텐다이는 카이를 따라가 사과하려다 황새 무리와 결탁한 도마뱀 부조에게 붙잡힌다.
빅토리아 폭포 가장자리에 웅장하게 자리 잡은 잠베지아에 도착한 카이는 활기찬 봄 축제를 준비하는 수많은 새들의 모습에 놀란다. 그는 곧 재빠른 입담을 가진 밤새 이지라는 친구를 사귀고 도시 생활을 즐기는 방법을 배우며, 아름답고 당찬 솔개 조에를 만나 한눈에 반한다. 조에는 잠베지아의 창시자이자 현명한 독수리 세쿠루의 양딸이다. 카이는 실수로 조에의 봄 축제 장식을 망치지만, 뛰어난 비행 실력으로 잠베지아 최고의 비행 부대 '허리케인'의 훈련생이 된다.
봄 축제 시작과 동시에 부조와 황새 무리는 베짜는새들을 납치해 부조가 건널 다리를 만들게 한다. 카이, 이지, 조에는 허리케인의 정찰 임무를 따라갔다가 부조의 계획을 알게 되지만, 카이는 허리케인에서 쫓겨난다. 동시에 황새 무리는 허리케인을 함정에 빠뜨린다. 세쿠루는 카이에게 잠베지아에서 텐다이와 그의 어머니에게 자랐으며, 텐다이가 허리케인 창시자였다는 사실을 밝힌다. 과거 부조의 공격으로 어머니를 잃고 슬픔에 잠긴 텐다이는 카이를 키우기 위해 카탕구로 떠났고, 허리케인은 겨우 조에만 구할 수 있었다는 것이다. 카이와 조에는 부조의 계획을 세쿠루와 고고에게 알리고, 조에는 허리케인을 찾아 나서고, 카이와 고고는 베짜는새들과 텐다이를 구출한다. 하지만 부조는 이미 잠베지아로 향한다.
카이는 황새 무리가 아직 새라는 것을 깨닫고 부조에게 대항하도록 설득하고 다른 새들과 힘을 합쳐 싸운다. 조에는 허리케인을 구출하여 합류하고, 부조는 텐다이를 제압하지만, 결국 폭포로 떨어져 죽는다. 도마뱀 무리가 패배하고, 잠베지아는 성대한 봄 축제를 다시 열고 황새 무리를 받아들인다.
마지막 장면에서 아기 도마뱀이 해변에 도착하자, 황새 무리는 예상외로 벌레를 먹으라고 권한다.

## 출연

### 주연
- 레너드 니모이
- 제레미 슈어레즈
- 아비게일 브레스린
- 제프 골드브럼
- 사무엘 L. 잭슨

### 조연
- 타니아 거너디